# Shimazu Genzō

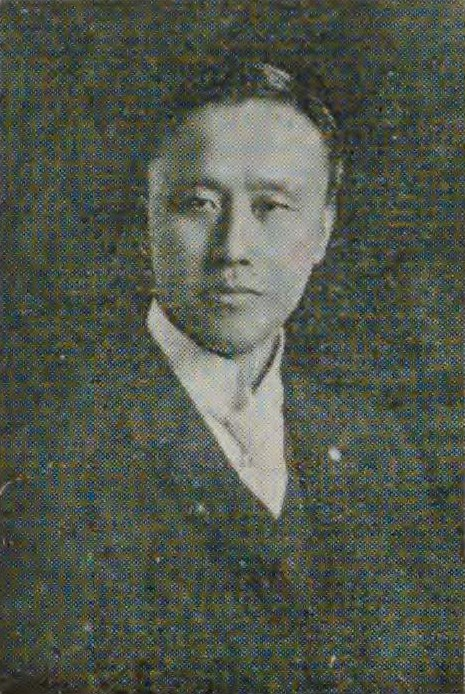
Shimazu Genzō

Shimazu Genzō (japanisch 島津 源蔵; geboren 25. Juli 1869 in Kyōto; gestorben 3. Oktober 1951) war ein japanischer Erfinder und Industrieller. Er war Präsident der „Shimadzu Corporation“ und der Gründer von „Nippon Battery Co., Ltd.“

## Leben und Wirken
Shimazu Genzō wurde als ältester Sohn des ersten Shimazu Genzō (1839–1894) in Kyōto geboren. Sein Vater, genialer Erfinder, hatte 1875 die „Shimadzu Works“ (島津製作所) aufgebaut für die Herstellung und Reparatur physikalischer und chemischer Geräte für den Schulunterricht. Er hatte 1877 auf der 1. Nationalen Industriemesse (内国勧業博覧会, Kokunai kangyō hakurankai) ausgestellt, 1878 einen Heißluftballon produziert, die er am Kaiserpalast in Kyōto aufsteigen ließ. Zu der Zeit gründete der Gouverneur der Präfektur Kyōto, Makimura Masao (槇村 正直; 1834–1896), im Stadtteil Kawaramachi eine Chemieschule, damals „Seimikyoku“ (舎密局) genannt, lud Gottfried Wagener (1831–1892) ein zur Einführung und Popularisierung des Chemieunterrichts und chemischer Technologie. Dadurch angeregt, stellte Shimazu auch auf der 2. Nationalen Industriemesse aus, wo er für seinen Destillationsapparat und die Magdeburger Halbkugeln ausgezeichnet wurde. So begann er mit der Serienproduktion wissenschaftlicher und chemischer Instrumente.
Sohn Umejirō (梅治郎) verließ die Grundschule im zweiten Jahr, beteiligte sich an dem Familienunternehmen und befasste sich im Alleinstudium mit aller Kraft mit physikalischer Chemie. Im Jahr 1884 produzierte er Japans ersten elektrischen Induktionsmotor. 1887 wurde er Mitarbeiter der „Lehrerbildungsstätte der Präfektur Kyōto“ (京都府師範学校, Kyōto-fu shihan gakkō) und unterrichtete das Fach Metallhandwerk und wurde Mitglied des Prüfungsausschusses für schulische Fähigkeiten von Grundschullehrern.
Als 1894 Umejirōs Vater starb, übernahm Umejirō mit der Leitung des Unternehmens auch dessen Vornamen Genzō. Seine jüngeren Brüder Genkichi (島津 源吉) und Tsunezaburō (島津 常三郎) beteiligten sich an dem Unternehmen. 1917 wurde die Abteilung für Speicherbatterien als eigenständiges Unternehmen „Nippon Battery“ (日本電池, Nippon denchi) und als Aktiengesellschaft ausgegliedert. Genzō II. besaß zwar keine formale schulische Bildung, war aber gut in Theorie, Praxis und allgemeiner Umsicht. So stellte er bereits 1896 Aufnahmen mit einer Röntgenröhre her, nur ein Jahr nach der Entdeckung der Röntgenstrahlen.
Für die Herstellung sehr großer Elektrobatterien entwickelte Genzō 1920 ein „Verfahren zur Herstellung von leicht reagierendem Bleipulver“ (易反応性鉛粉製造法, Ihannō-sei enbun seizō-hō), womit er nicht nur in Japan, sondern auch weltweit bekannt wurde und das Verfahren weltweit patentieren lassen konnte. 1930 wurde er unter die zehn größten Erfinder Japans (日本十大発明家, Nihon jūdai hatsumeika) eingereiht.
Siehe auch „Shimadzu“ zur weiteren Entwicklung des Unternehmens.